# Schillersberg
Schillersberg ist ein Gemeindeteil der oberbayerischen Gemeinde Antdorf im Landkreis Weilheim-Schongau. Die Einöde liegt etwa 3,5 Kilometer nordwestlich vom Antdorfer Ortskern auf einer kleinen Anhöhe direkt an der Kreisstraße WM 1. Etwa 350 Meter nördlich befindet sich der Schillersberger Weiher.
Bis zum 31. Dezember 1977 gehörte Schillersberg zur Gemeinde Frauenrain, die im Zuge der Gebietsreform in Bayern aufgelöst wurde.
| Jahr | Einwohner | Gebäude (ab 1885 nur Wohngebäude) |
| ---- | --------- | --------------------------------- |
| 1861 | 11        | 4                                 |
| 1871 | 8         | 5                                 |
| 1885 | 9         | 1                                 |
| 1900 | 7         | 1                                 |
| 1925 | 8         | 2                                 |
| 1950 | 8         | 1                                 |
| 1970 | 9         |                                   |
| 1987 | 10        | 1                                 |